# Лейквью (Орегон)
Лейквью (англ. Lakeview) — город и административный центр округа Лейк в штате Орегон в Соединённых Штатах Америки.
Согласно данным переписи населения США 2020 года число жителей города 
составляло 2418 человек, что, для такого небольшого населённого пункта, существенно больше (+ 5.4%), чем было во время предыдущей переписи, проводившейся в 2010 году (2294 человек).

## История
Археологические находки свидетельствуют, что в доколумбову эпоху коренные американцы занимали территорию вокруг Лейквью ещё 14 000 лет назад.

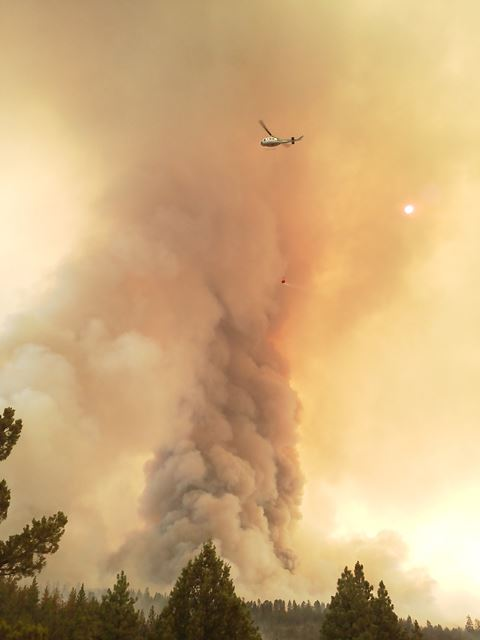
Лесной пожар близ Лейквью
(11 августа 2012)

В 1869 году Марк В. Буллард поселился вдоль Буллард-Крик в устье каньона Буллард в северной части долины Гус-Лейк. Его дом стал первым зданием в Лейквью. В 1873 году первое почтовое отделение в этом районе было открыто на ранчо Тенбрук, к югу от современного Лейквью.
Экономика города основана прежде всего на сельском хозяйстве, производстве древесины и деятельности правительственных учреждений. Кроме того, все более важной частью экономики города становится туризм. Через Лейквью проходит живописная автомагистраль Outback Scenic Byway.
22 мая 1900 года пожар уничтожил большую часть Лейквью. Погибших не было, но было уничтожено 64 дома, уцелели лишь два коммерческих здания в центре города. Однако город был быстро восстановлен и неоценимую роль в этом сыграл Бернард Дейли.
В 1911 году узкоколейная железная дорога соединила Лейквью с городом Рино, штат Невада, что существенно способствовало развитию промышленности, прежде всего деревообрабатывающей.

## География
Город называет себя «Самым высоким городом в Орегоне» из-за своей высоты 4757 футов (1450 метров) над уровнем моря. Лейквью расположен в долине озера Гус у подножия гор Уорнер и на краю высокогорных пустынных земель штата.
Согласно данным Бюро переписи населения США, общая площадь города составляет 2,34 квадратных мили (6,06 км2), из которых 2,33 квадратных мили (6,03 км2) — это суша и 0,01 квадратных мили (0,03 км2) приходится на водную поверхность.